# La casa de la lluvia
La casa de la lluvia es una película española de drama estrenada en 1943, coescrita y dirigida por Antonio Fernández-Román y protagonizada en los papeles principales por Luis Hurtado, Blanca de Silos, Carmen Viance y Nicolás Perchicot.
Se trata de una adaptación cinematográfica de la novela homónima escrita por Wenceslao Fernández Flórez en 1931.
La película obtuvo un premio de 250.000 ptas., otorgado por el Sindicato Nacional del Espectáculo.

## Sinopsis
Fernando y Teresa son una pareja que viven con unos ingresos muy modestos en un solitario pazo gallego. La visita de Elías y su sobrina Lina para alquilar unas habitaciones del pazo parece aligerar su precaria situación económica. Todo parece normal pero, al cerrarse las puertas de las habitaciones por la noche, algo sucede que cambiará la vida de los cuatro protagonistas.

## Reparto
- Luis Hurtado ... Fernando Amil
- Blanca de Silos ... Lina
- Carmen Viance ...	Teresa Amil
- Nicolás Perchicot	...	Elías Morell
- Rafaela Satorrés ... Marina
- Manuel de Juan ... Loquero 1
- Antonio L. Estrada ... Loquero 2
- Antonio Bayón	...	Criado
- Luis Latorre ... Director del manicomio
- José Ocaña ... Ventero